# Coppa Europa di prove multiple 2011
La Coppa Europa di prove multiple 2011 si è tenuta a Toruń, in Polonia dal 2 al 3 luglio.

## Classifiche della Super-League

### Individuale
| Pos. | Nazione     | Atleta            | Prestazione    |
| ---- | ----------- | ----------------- | -------------- |
| 1    | Estonia     | Andres Raja       | 8 114 pts      |
| 2    | Russia      | Vasilij Charlamov | 7 935 pts      |
| 3    | Francia     | Gaël Quérin       | 7 799 pts      |
| 4    | Russia      | Aleksandr Tabala  | 7 773 pts      |
| 5    | Finlandia   | Sami Itani        | 7 710 pts (PB) |
| 6    | Bielorussia | Mikalaj Šubjanok  | 7 678 pts      |
| 7    | Bielorussia | Aljaksandr Korzun | 7 661 pts      |
| 8    | Estonia     | Tarmo Riitmuru    | 7 656 pts      |

| Pos. | Nazione     | Atleta              | Prestazione |
| ---- | ----------- | ------------------- | ----------- |
| 1    | Russia      | Anna Bogdanova      | 6 225 pts   |
| 2    | Ucraina     | Ljudmyla Josypenko  | 5 984 pts   |
| 3    | Paesi Bassi | Remona Fransen      | 5 965 pts   |
| 4    | Russia      | Aleksandra Butvina  | 5 948 pts   |
| 5    | Ucraina     | Alina F'odorova     | 5 881 pts   |
| 6    | Francia     | Blandine Maisonnier | 5 814 pts   |
| 7    | Ucraina     | Inna Ahkozova       | 5 735 pts   |
| 8    | Francia     | Marisa De Aniceto   | 5 696 pts   |

### A squadre
| Pos. | Nazione     | Prestazione |
| ---- | ----------- | ----------- |
| 1    | Russia      | 23 305 pts  |
| 2    | Estonia     | 23 095 pts  |
| 3    | Bielorussia | 22 956 pts  |
| 4    | Francia     | 22 935 pts  |
| 5    | Polonia     | 22 159 pts  |
| 6    | Rep. Ceca   | 22 113 pts  |
| 7    | Ucraina     | 21 773 pts  |
| 8    | Finlandia   | 21 690 pts  |

| Pos. | Nazione     | Prestazione |
| ---- | ----------- | ----------- |
| 1    | Russia      | 17 816 pts  |
| 2    | Ucraina     | 17 600 pts  |
| 3    | Francia     | 16 992 pts  |
| 4    | Paesi Bassi | 16 884 pts  |
| 5    | Estonia     | 16 162 pts  |
| 6    | Regno Unito | 16 095 pts  |
| 7    | Rep. Ceca   | 15 612 pts  |
| 8    | Grecia      | 15 508 pts  |

## Prima divisione

### Uomini
1. Regno Unito 22 989
2. Belgio 22 468
3. Italia 21 838
4. Svizzera 21 434
5. Svezia 21 152
6. Grecia 21 139
7. Paesi Bassi 20 703
8. Spagna 20 625

Classifica individuale
1. Simon Walter  Svizzera 7 973 (PB)
2. Daniel Awde  Regno Unito 7 889 (PB)
3. Ashley Bryant  Regno Unito 7 747 (PB)
4. Frédéric Xhonneux  Belgio 7 584
5. William Frullani  Italia 7 539
6. Jérémy Solot  Belgio 7 528
7. Marcus Nilsson  Svezia 7 400
8. Carton-Delcourt  Belgio 7 356

### Donne
1. Polonia 17 309
2. Italia 17 050
3. Ungheria 17 030
4. Bielorussia 16 853
5. Finlandia 16 541
6. Svizzera 16 123
7. Svezia 15 602

Classifica individuale
1. Karolina Tymińska  Polonia 6 297 points
2. Györgyi Farkas  Ungheria 6 068
3. Jana Maksimava  Bielorussia 5 988
4. Xénia Krizsán  Ungheria 5 794
5. Francesca Doveri  Italia 5 782
6. Izabela Mikolajczyk  Polonia 5 779 (PB)
7. Niina Kelo  Finlandia 5 718
8. Elisa Trevisan  Italia 5 706